# Фёдоров, Юрий Иванович (капитан 1-го ранга)
Ю́рий Ива́нович Фёдоров (1931—1988) — советский военный моряк и судомоделист, капитан 1-го ранга, командир крейсера «Аврора» (1964—1985). Созданные им модели судов хранятся во многих музеях мира, в том числе 16 — в Центральном военно-морском музее (Санкт-Петербург). Член Союза художников СССР (с 1977).

## Биография
Окончил 1-е Балтийское высшее военно-морское училище в Ленинграде (1953). Служил на Балтийском флоте на торпедных катерах, миноносцах и других кораблях.
С 1959 года — помощник командира, с 1964 года — командир крейсера «Аврора». В 1985 году, когда «Аврору» отправили на ремонт, вышел в отставку.
В 1957 году женился вторым браком на олимпийской чемпионке метательнице Галине Зыбиной (1931—2024). В 1959 году у них родился сын Сергей.
Умер в 1988 году на даче в Эстонии; как вспоминала Зыбина, «заснул и не проснулся… у Юры были плохие сосуды». Похоронен на Богословском кладбище Санкт-Петербурга.

## Творчество
В 12 лет Юрий познакомился с известным судомоделистом, капитаном 1-го ранга С. Ф. Юрьевым, который стал его учителем.
Первую самостоятельную работу — модель учебной парусной шхуны «Учёба» — выполнил в 1947 году во время первого плавания по Финскому заливу, как вспоминал Фёдоров, «урывками между вахтами и авралами». Эта работа в 1948 году получила первую премию на первом конкурсе судомоделистов ВМФ; с тех пор она экспонируется в Военно-морском музее.
Следующими работами были:
- Модель парусного барка «Седов»[4] стала подарком И. В. Сталину к 70-летию (1949); в ответ Фёдорову передали часы с золотой цепочкой и якорьком и надписью «Курсанту второго курса Федорову Юрию Ивановичу от главнокомандующего»[2].
- Модель-горельеф судна «Святой мученик Фока»; чертежи судна не сохранились, поэтому для воссоздания его облика Фёдорову пришлось работать в морских архивах; экспонируется в Военно-морском музее[4].
- Модель крейсера «Ворошилов» — подарок от ВМФ К. Е. Ворошилову к 70-летию (1951)[3].
- Модель крейсера «Червона Украина» (1951) длиной 38 см состояла из более чем 8 тыс. деталей[3].

В 1955—1956 году по просьбе Военно-морского музея Фёдоров разгадал секрет изготовления моделей из черепахового панциря японской фирмы «Эзаки» (хранившиеся в музее модели этой фирмы нуждались в срочной реставрации) и изготовил из этого материала несколько миниатюрных моделей эсминцев.
Многие работы Фёдорова послужили подарками иностранным государственным деятелям и государствам. Среди них:
- модель-горельеф крейсера «Орджоникидзе» (1956) экспонируется в Национальном морском музее в Гринвиче;
- модель-горельеф крейсера «Аврора» — подарок от Советского правительства Фиделю Кастро (1963), экспонируется в Музее революционных вооружённых сил Кубы;
- модель крейсера «Аврора» — вручена Л. И. Брежневым «трудящимся города Сантьяго-де-Куба» (1974), экспонируется в Музее Революции;
- композиция «Эскадра дружбы» — вручена Военно-морскому музею Франции (1975).

Творчеству Фёдорова посвящены ряд газетных и журнальных публикаций и телефильм.